# أميرة نايف
أميرة نايف (20 أكتوبر 1980 -)، ممثلة أردنية مقيمة في مصر.

## عن حياتها
تخرجت في «كلية التجارة»، ولم تدرس الفن دراسة متخصصة في المعاهد، واكتشفها الفنان فؤاد المهندس، وقدمها معه في فوازير «عمو فؤاد» في عام 1997.

### حياتها الأسرية
كان متزوجة من شخص وانجبت منه ولدين إلا إنها انهما انفصلا في عام 2011، في عام 2015 أعلنت عن زواجها من «محمود البحيري» لكنهما مع بداية عام 2017 انفصلا بعدما رفعت عليه دعوة خلع.

## أعمالها

### في السينما
- صاحب صاحبه.
- بحبك وبموت فيك.
- جاءنا البيان التالي.
- بيت المغتربات.
- هالو كايرو.
- 8%
- خط الموت.

### في التلفزيون
- أحلام سارة:2005
- خاص جداً.
- قضية رأي عام.
- العندليب حكاية شعب.
- صرخة أنثى.
- ملك روحي.
- العار.
- الريان.
- حارة خمس نجوم.
- قصة حب.
- أم الصابرين.
- الشوارع الخلفية
- أهل الهوى.
- على كف عفريت.
- فرعون.
- سلسال الدم - 3 أجزاء.

## روابط خارجية
- أميرة نايف على موقع قاعدة بيانات الأفلام العربية